# Pegasus (альбом)
Pegasus (с англ. — «Пегас») — третий студийный альбом американского рэпера и певца Trippie Redd, который был выпущен 30 октября 2020. Он содержит гостевые участия от PartyNextDoor, Криса Брауна, Rich the Kid, Янг Тага, Фьючера, Quavo, Lil Mosey, Басты Раймс, Шона Кингстона, Doe Boy, Лил Уэйна, HoodyBaby и Swae Lee.

## История
Альбом был анонсирован Trippie Redd в марте 2020 года в его Instagram-истории. Подпись гласила: «PEGASUS, альбом. Однажды». Trippie Redd сказал, что на этот раз в альбоме будет «мечтательная, ностальгическая и космическая» атмосфера.
Позже, в июне 2020 года, Trippie Redd анонсировал делюкс-версию альбома. Им будет его первый рок-проект, о котором исполнитель рассказывал в марте 2019 года. Trippie Redd дал дополнительную информацию о грядущем альбоме в прямом эфире Instagram. Он заявил, что песни на альбоме будут расположены в определённом порядке, как и в его предыдущем микстейпе A Love Letter to You 4, причём песни о любви будут первыми, глубокие посередине и тяжёлые последними. Trippie Redd сказал, что Pegasus «будет намного лучше», чем A Love Letter to You 4, и что «он переносит слушателей с места на место в зависимости от жанра. Вся цель заключалась в том, что... Я думал о следующем уровне».
18 августа 2020 года полный альбом просочился в сеть после того, как Trippie Redd заявил, что он отложит выпуск пластинки на ещё больший срок, если его музыка продолжит сливаться в сеть. Согласно интервью с партнёром по лейблу и бывшим другом Trippie Redd, рэпером 6ix9ine, Pegasus на несколько месяцев был отложен лейблом, который считал, что новый проект Trippie Redd не получит достаточной поддержки, чтобы быть финансово успешным.

## Синглы
Главный сингл «Excitement» был выпущен 15 мая 2020 при участии PartyNextDoor.
11 сентября 2020 был выпущен второй сингл «I Got You» при участии Басты Раймс, в этот же день вышел видеоклип.
7 октября 2020 был выпущен третий сингл «Sleepy Hollow», в этот день была объявлена обложка альбома.

## Обложка
Обложка была опубликована 1 октября 2020 года в Instagram Trippie Redd. На ней рэпер одет в нижнее бельё телесного цвета, а его руки развернуты перед единорогом. Обложка была неоднозначно встречена фанатами, и Redd позже удалил её.

## Список композиций
| №                   | Название                                               | Продюсер(ы)                         | Длительность |
| ------------------- | ------------------------------------------------------ | ----------------------------------- | ------------ |
| 1.                  | «Let It Out» (при участии Марии Линнай)                | OZ                                  | 2:56         |
| 2.                  | «Moonlight»                                            | Hammad Beats Oscar Zulu             | 2:41         |
| 3.                  | «Love Scars 4»                                         | Hammad Beats Oscar Zulu             | 2:36         |
| 4.                  | «The Nether»                                           | OZ                                  | 2:37         |
| 5.                  | «So Stressed» (при участии Yung LB)                    | Hammad Beats Stoopid Lou Oscar Zulu | 3:24         |
| 6.                  | «Excitement» (при участии PartyNextDoor)               | OZ Deats Nik D                      | 4:43         |
| 7.                  | «Mood» (при участии Криса Брауна)                      | Goose the Guru Dinuzzo              | 2:23         |
| 8.                  | «Pegasus»                                              | Hammad Beats Oscar Zulu             | 2:17         |
| 9.                  | «Weeeeee»                                              | Loaded                              | 2:32         |
| 10.                 | «Personal Favorite» (при участии Rich the Kid)         | ChaseTheMoney                       | 2:35         |
| 11.                 | «V-12»                                                 | Starboy RipSquad                    | 2:06         |
| 12.                 | «Spaceships» (при участии Янг Тага)                    | ATL Jacob                           | 2:54         |
| 13.                 | «Never Change» (при участии Фьючера)                   | Mally Mall Goose the Guru Dinuzzo   | 2:53         |
| 14.                 | «Good Morning»                                         | ChopSquad DJ                        | 3:21         |
| 15.                 | «No Honorable Mention» (при участии Quavo и Lil Mosey) | ChopSquad DJ Xeryus                 | 4:18         |
| 16.                 | «I Got You» (при участии Басты Раймс)                  | Wheezy Rance Khyrie Taylor          | 3:05         |
| 17.                 | «Too Fly»                                              | Hammad Beats LNK Mario Petersen     | 3:04         |
| 18.                 | «Red Beam» (при участии Sean Kingston)                 | OZ                                  | 2:07         |
| 19.                 | «Oomps Revenge, Pt. 2»                                 | Hammad Beats Oscar Zulu             | 1:57         |
| 20.                 | «Take One»                                             | Nick Mira                           | 2:01         |
| 21.                 | «Sleepy Hollow»                                        | Outtatown                           | 1:41         |
| 22.                 | «Kid That Didd» (при участии Фьючера и Doe Boy)        | CBMIX                               | 3:37         |
| 23.                 | «Don»                                                  | ChopSquad DJ                        | 2:24         |
| 24.                 | «Hell Rain» (при участии Лил Уэйна и Hoodybaby)        | Cardiak                             | 3:47         |
| 25.                 | «TR666» (при участии Swae Lee)                         | Скотт Сторч Avedon                  | 3:00         |
| 26.                 | «Sun God» (при участии Марии Линнай)                   | Angel Lopez                         | 3:12         |
| Общая длительность: | Общая длительность:                                    | Общая длительность:                 | 74:11        |

| №   | Название                                                   | Автор(ы)                                                       | Продюсер(ы)                                    | Длительность |
| --- | ---------------------------------------------------------- | -------------------------------------------------------------- | ---------------------------------------------- | ------------ |
| 27. | «Pill Breaker» (при участии Machine Gun Kelly и Blackbear) | White Travis Barker Colson Baker Andrew Goldstein Matt Malpass | Трэвис Баркер                                  | 2:57         |
| 28. | «Without You»                                              | White Barker Nick Long                                         | Баркер Long                                    | 3:09         |
| 29. | «Swimming»                                                 | White Barker Will Swam                                         | Баркер                                         | 2:15         |
| 30. | «Female Shark»                                             | White Barker                                                   | Баркер                                         | 2:43         |
| 31. | «Geronimo» (при участии Чины Морены)                       | White Barker Chino Moreno Long                                 | Баркер Long                                    | 2:59         |
| 32. | «Sea World»                                                | White Barker Malpass                                           | Баркер                                         | 2:36         |
| 33. | «Red Sky» (при участии Machine Gun Kelly)                  | White Barker Baker John Feldmann                               | Баркер John Feldmann                           | 2:32         |
| 34. | «Megladon»                                                 | White Barker Malpass                                           | Баркер                                         | 3:14         |
| 35. | «Save Yourself»                                            | White Баркер Feldmann                                          | Баркер Feldmann                                | 2:40         |
| 36. | «Dreamer»                                                  | White Francis Palladino                                        | Yeezo                                          | 2:50         |
| 37. | «It's Coming»                                              | White Баркер Malpass                                           | Баркер                                         | 2:34         |
| 38. | «Leaders»                                                  | White Баркер Federico Vindver Jared Scharff Jose Velazquez     | Баркер Federico Vindver Pearl Lion Angel Lopez | 2:40         |
| 39. | «Frozen Ocean»                                             | White Баркер Malpass                                           | Баркер                                         | 3:24         |
| 40. | «Dead Desert» (при участии Scarlxrd и ZillaKami)           | White Barker Marius Listhrop Junius Rogers Malpass             | Баркер                                         | 2:41         |

Сэмплы
- «TR666» содержит сэмпл «A Garden of Peace» от Лонни Листона Смита.
- «I Got You» интерполирует «I Know What You Want» от Басты Раймс и Мэрайи Кэри[12].

## Чарты
| Чарт (2020)                            | Высшая позиция |
| -------------------------------------- | -------------- |
| Australian Albums (ARIA)               | 60             |
| Бельгия/Фландрия (Ultratop)            | 60             |
| Бельгия/Валлония (Ultratop)            | 89             |
| Канада (Canadian Albums Chart)         | 6              |
| Нидерланды (Album Top 100)             | 44             |
| Франция (SNEP)                         | 50             |
| Ирландия (Irish Albums Chart)          | 36             |
| Lithuanian Albums (AGATA)              | 66             |
| New Zealand Albums (RMNZ)              | 32             |
| Norwegian Albums (VG-lista)            | 14             |
| Швейцария (Schweizer Hitparade)        | 56             |
| Великобритания (UK Albums Chart)       | 79             |
| США (Billboard 200)                    | 2              |
| США (Billboard Top R&B/Hip-Hop Albums) | 1              |
| США (Billboard Top Rap Albums)         | 1              |